# David Menkin
David Menkin (Moss, Østfold; 10 de mayo de 1977) es un actor noruego de origen estadounidense. Es conocido por sus papeles de voz como Porter y Jack en el doblaje estadounidense de Thomas & Friends (2013-2021) y como Virgil y Gordon Tracy en el reboot de 2015 de la serie Thunderbirds Are Go (2015-2020) y también a Rayman en la serie de Netflix Captain Laserhawk: A Blood Dragon Remix.
Sus otros papeles de voz en animación y videojuegos incluyen Scoop y Travis en la versión estadounidense de Bob el Constructor, Dad Hooman en Floogals, Chuck en Space Chickens in Space, Munki y Rocky en Jungle Beat: The Movie, Malos en Xenoblade Chronicles 2, Captain Joseph Brady en Battlefield 3, Breach en Valorant, Magnus en Final Fantasy XIV: Shadowbringers, Luke Skywalker en Lego Star Wars: The Skywalker Saga, y Barnabas Tharmr en Final Fantasy XVI.

## Primeros años
Menkin nació de madre noruega y padre estadounidense en Moss, donde pasó parcialmente su infancia antes de que la familia se trasladara a Benín para participar en las prospecciones petrolíferas de Saga Petrolium en África Occidental. En una entrevista radiofónica de 2018, declaró que la educación bicultural le causó "una gran impresión". De adolescente, su familia se trasladó a Londres. Estudió en la Universidad de Nueva York y se graduó en 1999 en la Mountview Theatre School de Londres, donde sigue viviendo y trabajando como actor.

## Carrera profesional
En 2001, Menkin tuvo un papel secundario en el telefilme Wit.
Entre sus papeles cinematográficos figuran Un holograma para el rey, Octane, Zero Dark Thirty, Survivor, Arthur Christmas, The Man from U.N.C.L.E., Florence Foster Jenkins y el documental Project Nim.
Durante muchos años fue la voz del locutor del canal de televisión noruego TV3.
Fue miembro del reparto de voces de Thomas & Friends desde 2013 hasta 2021, donde puso voz a Porter y Jack en la versión estadounidense. También puso voz a Stanley solo durante la temporada 19, que pasó a manos de Rob Rackstraw y John Schwab. También se le pidió que pusiera voz al papel principal de Thomas en la versión estadounidense tras la marcha de Martin Sherman de la serie, pero rechazó la oferta alegando su apoyo a Sherman, por lo que pasó a Joseph May en su lugar. A partir de 2015, puso voz a Virgil y Gordon Tracy en el reinicio de la serie de televisión Thunderbirds Are Go. En 2017, Menkin puso voz a Chuck, uno de los personajes principales de Space Chickens in Space.
En la serie de televisión noruega Lykkeland, Menkin interpreta a Jackson. La serie se estrenó en NRK y DR1 en octubre de 2018. Lykkeland ganó el premio al Mejor Guion y a la Mejor Música en Canneseries en abril del mismo año. Menkin declaró que su papel en Lykkeland fue su "primer trabajo como actor noruego propiamente dicho".

## Vida privada
Habla inglés y noruego. Menkin es gay.